# 長野県立松代高等学校
もしかして
- 長野県松代高等学校

ではありませんか？